# Mike Michalske
August Mike Michalske (* 24. April 1903 in Cleveland, Ohio; † 26. Oktober 1983 in Green Bay, Wisconsin), Spitzname: Iron Mike, war ein US-amerikanischer American-Football-Spieler und -Trainer. Er spielte unter anderem als Guard in der National Football League (NFL).

## Spielerlaufbahn

### College
Michalske spielte von 1923 bis 1925 an der Pennsylvania State University (Penn State). In den ersten beiden Jahren lief er dabei überwiegend als Guard auf, musste aber in seinem dritten Jahr bei den Penn State Nittany Lions auf die Position eines Fullbacks wechseln. 1923 konnte er mit seiner Mannschaft in den Rose Bowl einziehen, musste sich aber dort den USC Trojans der Mannschaft der University of Southern California mit 14:3 geschlagen geben. Michalske wurde zum All-American ernannt und wechselte 1926 in den Profibereich.

### Profi
1926 schloss sich Michalske den New York Yankees an. Einer Mannschaft, die zunächst für ein Jahr in der neu gegründeten American Football League (AFL) spielte und danach für zwei Jahre in der NFL beheimatet war. Der außergewöhnlich schnelle, agile und kräftige Michalske war bei dem Team unter anderem für den Schutz des Runningbacks Red Grange verantwortlich. Michalske spielte aber auch in der Defense und stand somit häufig während der gesamten Spielzeit auf dem Spielfeld (was ihm seinen Spitznamen einbrachte).
Nachdem die Mannschaft aus New York City in Konkurs geraten war, verzichtete Michalske auf einen Teil seines Gehalts und wechselte zu den Green Bay Packers. Mit der Mannschaft konnte er 1929, 1930 und 1931 die NFL-Meisterschaft gewinnen. 1936 setzte sich Michalske zur Ruhe, um 1937 nochmals für ein Jahr für die Packers aufzulaufen.

## Trainerlaufbahn
Michalske arbeitete nach seiner Spielerlaufbahn als Trainer. Von 1942 bis 1946 war er Head Coach an der Iowa State University. Seine Mannschaft konnte 18 von 39 Spielen gewinnen. Michalske ist auf dem Woodlan Cemetery in Allouez, Wisconsin, beerdigt.

## Ehrungen
Michalske ist Mitglied im NFL 1920s All-Decade Team. Er wurde siebenmal zum All-Pro gewählt. Als erster Guard der Footballgeschichte wurde er 1964 in die Pro Football Hall of Fame aufgenommen. Zudem befindet er sich seit 1970 in der Green Bay Packers Hall of Fame,

## Quelle
- Jens Plassmann: NFL – American Football. Das Spiel, die Stars, die Stories (= Rororo 9445 rororo Sport). Rowohlt, Reinbek bei Hamburg 1995, ISBN 3-499-19445-7.
- Don R. Smith: Pro Football Hall of Fame All-Time Greats. Octopus Books, London 1988, ISBN 0-7064-3221-5, S. 62.